# Bernd Fittkau

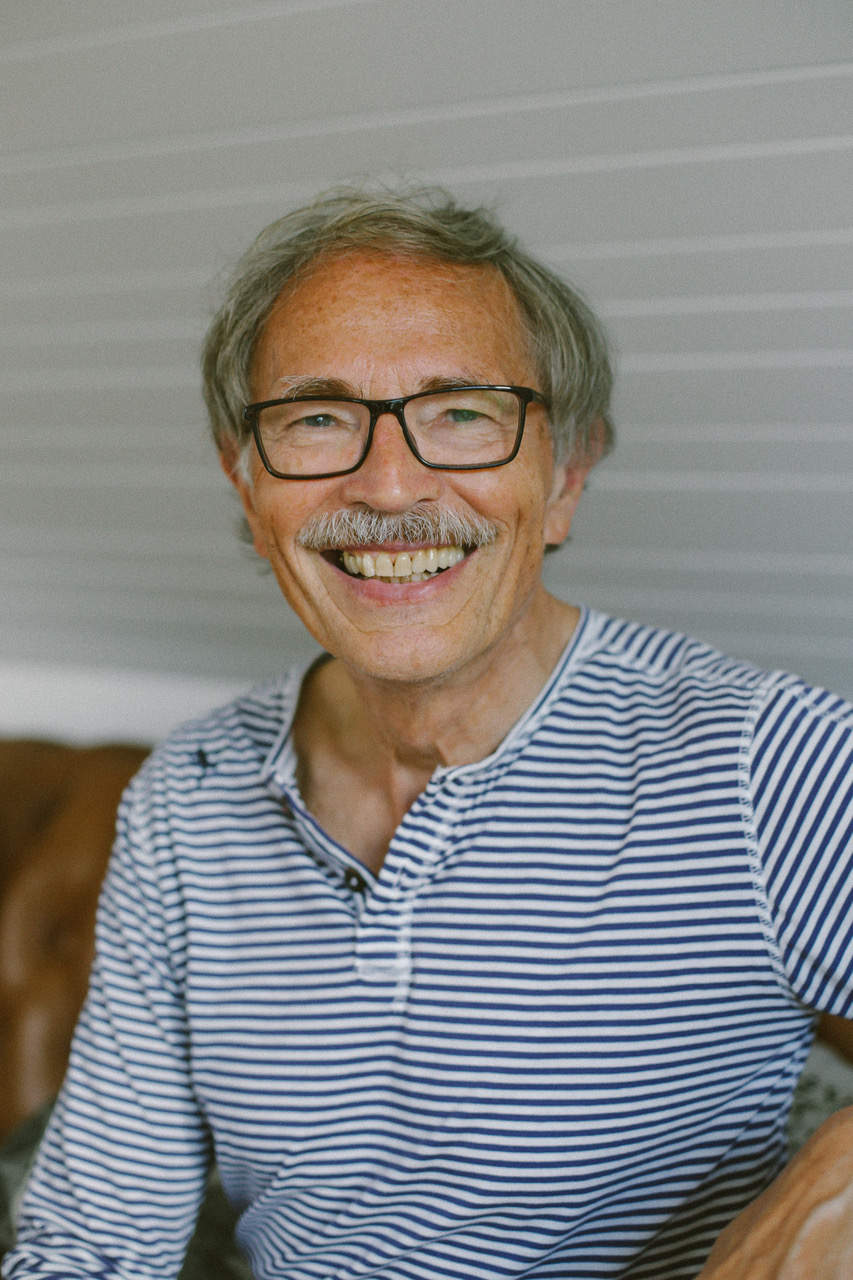
Bernd Fittkau

Bernd Fittkau (* 26. Juni 1942 in Hamburg) ist ein deutscher Humanistischer Psychologe. Von 1973 bis 2005 war er Professor für Pädagogische Psychologie und Beratung an der Universität Göttingen. Er hat vier erwachsene Kinder.

## Werdegang
Bernd Fittkau wurde 1960 Deutscher Jugend-Mannschafts-Meister im Fünfkampf. An der Universität Hamburg studierte er Mathematik und Psychologie, letzteres schloss er 1968 mit dem Diplom ab. Von 1968 bis 1973 war er Wissenschaftlicher Assistent und Dozent am Lehrstuhl von Reinhard Tausch an der Universität Hamburg. 1969 promovierte er mit der Untersuchung Bereiche des Lehrerverhaltens und ihre Bedeutung für die Mitarbeit, Sympathie- und Angstreaktionen von Schülern bei "VIDEO"- und "LIFE"- Lehrern zum Dr. phil. Ab 1970 entwickelte und implementierte er zusammen mit Friedemann Schulz von Thun Kommunikationstrainings für Führungskräfte.
Nach seiner Kumulativen Habilitation war Bernd Fittkau von 1973 bis 2005 Professor für Pädagogische Psychologie und Beratung an der Universität Göttingen. Darüber hinaus verfügt er über Zusatzausbildungen in verschiedenen beratungsrelevanten Verfahren der Humanistischen Psychologie (Klientenzentrierte Gesprächstherapie, Gestalttherapie und Hypnotherapie).

## Tätigkeitsfelder

### Wissenschaftliche Tätigkeit
Schwerpunkte seiner wissenschaftlichen Tätigkeit sind Kommunikationspsychologie, Methoden des Kommunikationstrainings, ressourcenaktivierende Beratungsmethoden, Führungskräftecoaching, Teamentwicklung, Prozessorientiertes Projektmanagement, Wertemanagement, Balance im Dritten Lebensabschnitt. Daraus insbesondere:
- Entwicklung des ersten deutschsprachigen Tests zur Einschätzung des Vorgesetztenverhaltens durch die Mitarbeiter (FVVB 1971); Entwicklung eines Angstfragebogens für Schüler (AFS)
- Wissenschaftlicher Beirat der Vorschulsendung Sesamstraße
- Gemeinschaftliche Entwicklung und Durchführung eines Curriculums für „Pädagogische Beratung“ inklusive Bildung eines entsprechenden Hauptstudiumschwerpunktes im Magisterstudiengang.

### Networking und Beratertätigkeiten
- Gründungsmitglied und 1. Vorsitzender der „Deutschen Transpersonalen Gesellschaft (DTG)“ (siehe Transpersonale Psychologie)
- Wissenschaftlicher Beirat der „Göttinger Kongresse für Erziehung und Bildung“
- Mitarbeit beim Forum Humanum, Wiesloch
- Wissenschaftlicher Beirat im „Verein zur Förderung der Gemeinwohl-Ökonomie“
- Wissenschaftlicher Beirat beim Berufsverband der Präventologen.

## Veröffentlichungen (Auswahl)
- „Fragebogen zur Vorgesetzten-Verhaltens-Beschreibung“ (FVVB; 1971, gem. mit Heide Fittkau-Garthe)
- „Kommunikations- und Verhaltenstraining“ (1974 gem. mit Schulz von Thun u. Hans M. Müller-Wolf)
- „Kommunizieren lernen (und umlernen)“ (hrsg. gem. mit Schulz von Thun u. Müller-Wolf),
- „Pädagogisch-psychologische Hilfen für Erziehung, Unterricht und Beratung“ (2 Bd., 1981, Hrsg.)
- „Spirituelle Wege und Transpersonale Psychotherapie“ (1989 Hrsg. gem. mit Edith Zundel)
- „Kundenorientierte Teamentwicklung“ (2001, gem. mit Matthias Weber)
- „Pädagogische Beratung“ (2003, Hrsg. gem. mit Christina Krause, Reinhard Fuhr, Heinz U. Thiel)
- „Gelingende Teamarbeit – Voraussetzung für Innovationen?“ (2005, in „Anders lernen – Modelle für die Zukunft“)
- „Lernen braucht Vertrauen – Perspektiven für eine innovative Schule“ (Karl Gebauer, Krause, Fittkau, 2006, Hrsg.)
- „Die weichen Faktoren der Führung – Teil I (2007): Vertrauen und Kommunikation“ – „Teil II (2009): Team-Entwicklung und Eigen-Entwicklung“ (gem. mit Thomas Geus, Weber)
- „Perspektive 50+: Qualität im 3. Lebenszyklus“ (2011, gem. mit Geus, Dieter Hübl),
- „Angstfragebogen für Schüler“ (AFS, 7. Auflage, 2016, gem. mit Wilhelm Wieczerkowski, Horst Nickel, Alexander Janowski, Wulf Rauer, Franz Petermann)
- „Übergänge im Leben einer Gemeinde“ (2017, gem. mit Dorothée Remmler-Bellen).